# Marcos Rodríguez Cantero
Marcos Rodríguez Cantero (Palencia, España, 28 de octubre de 1968) es un diplomático y abogado español. Fue embajador de España en la República de Guinea-Bissau (2018-2021).

## Biografía
Nació en Palencia en 1968. Tras licenciarse en Derecho, ingresó en la carrera diplomática (1993).
Sus primeros destinos como diplomático fueron en las Representaciones de España en Malabo (Guinea Ecuatorial), Nueva Delhi (India), Luxemburgo, Buenos Aires (Argentina) y en la Representación Permanente de España ante las Naciones Unidas situada en la ciudad de Nueva York (Estados Unidos). 
Seguidamente fue ocupando cargos de responsabilidad. Cabe destacar que ha sido Jefe de Servicio en la Subdirección General de Europa Central y Meridional, jefe de área de Asuntos de Desarme; subdirector general de Asuntos Internacionales de Desarme, Subdirector General de Asuntos de No Proliferación y Subdirector General de Asuntos Jurídicos Consulares.
Por aprobación del Consejo de Ministros, el día 25 de mayo de 2018 fue nombrado como nuevo Embajador del Reino de España en la República de Guinea-Bissau.